# Río Mañihuales (San Tadeo)
El río Mañihuales es un curso natural de agua que fluye en el sur de la península de Taitao y desfoga en la desembocadura del río San Tadeo, en la Región de Aysén.
Tanto el IGM como Risopatrón lo llaman río Mañiuales.
(No confundir con el río Mañihuales, formativo del río Aysén.)

## Historia
Luis Risopatrón lo describe en su Diccionario Jeográfico de Chile: 526 
Mañihuales (Rio) 46° 40' 74° 20’. Es de aguas de color un tanto rojizo, tiene un ancho medio de unos 100 m i profundidades de hasta 8 m, corre rodeado de bosques i afluye del NW a la desembocadura del rio de San Tadeo, donde sus aguas dejan de ser claras; presenta corrientes que cambian de dirección con la de la marea de la bahía de San Quintín, cuya influencia llega hasta la primera laguna. 1, XXVII, p. 125 i carta 138; i XXVIII, carta de De Vidts; Mañiguas en 1, XIV, p. 19 (Padre García, 1766)?